# Lissoclinum bistratum
Lissoclinum bistratum är en sjöpungsart som beskrevs av Sluiter 1905. Lissoclinum bistratum ingår i släktet Lissoclinum och familjen Didemnidae. Inga underarter finns listade i Catalogue of Life.